# Бригадный генерал

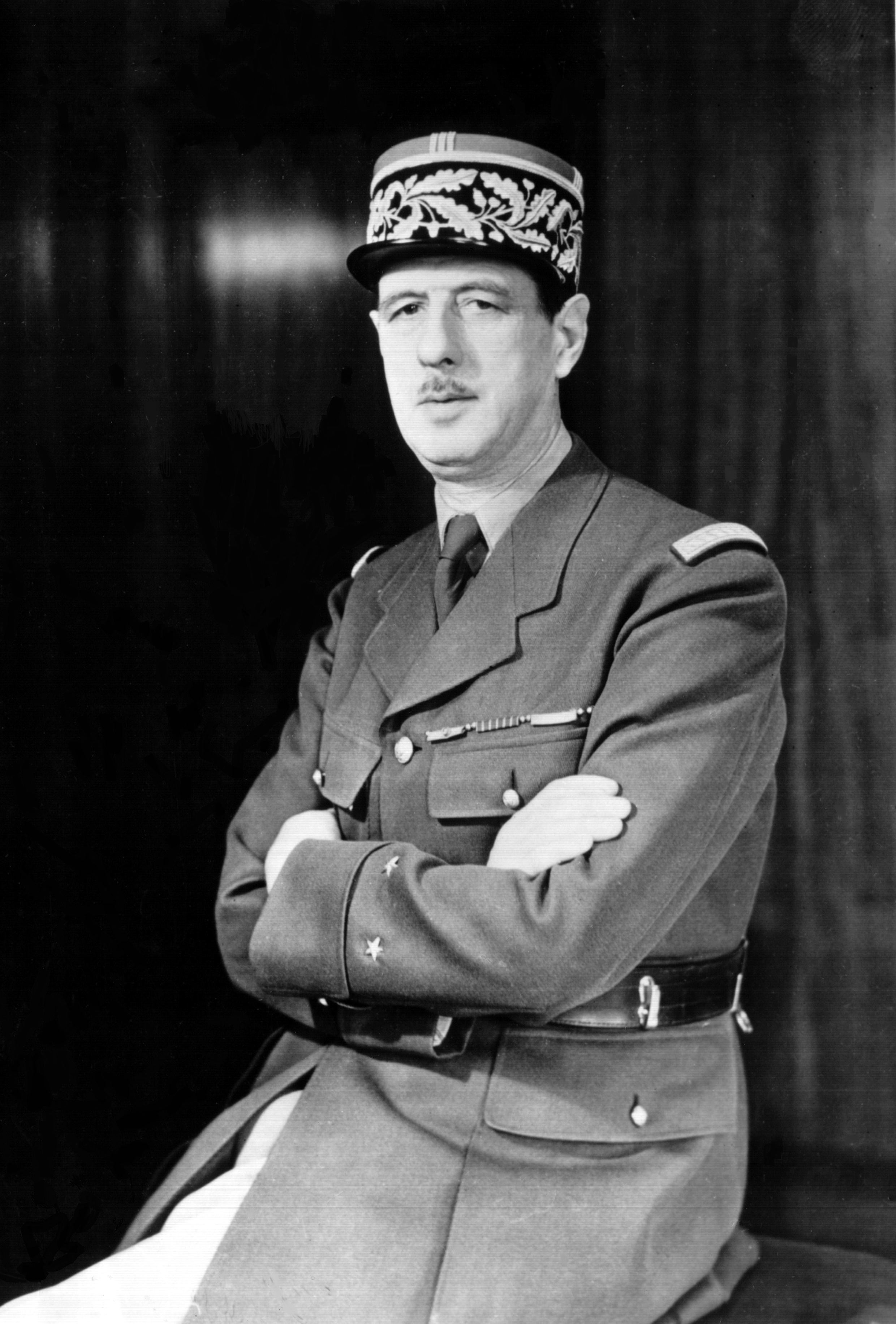
Шарль де Голль в генеральском мундире. Де Голль до конца жизни носил чин бригадного генерала, в который был произведён в начале войны.

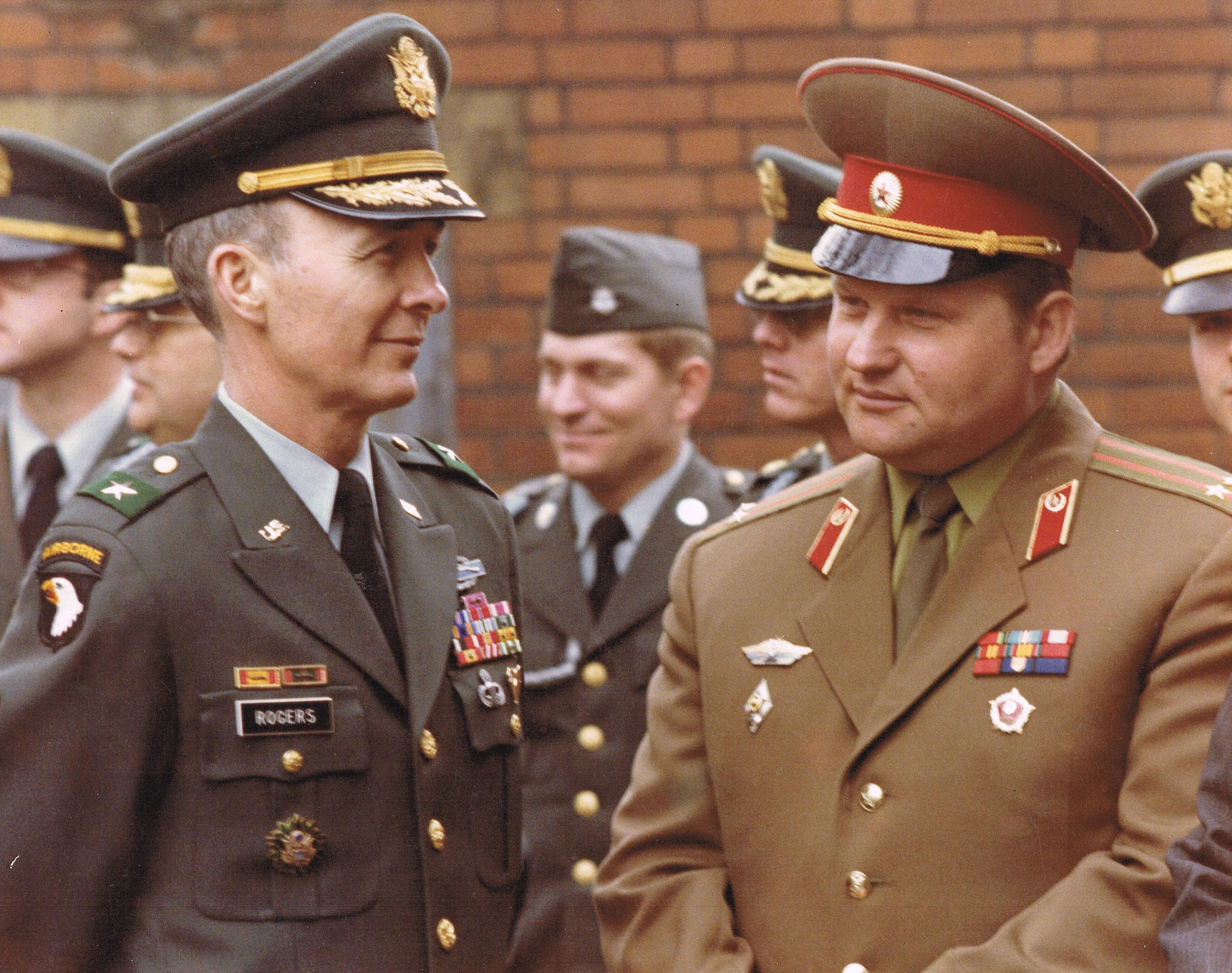
Бригадный генерал Роджерс (США), подполковник Дорофеев А. А. (СССР) на смене караулов 1 апреля 1981 года, Западный Берлин округ Шпандау.

Брига́дный генера́л — первичное (младшее) генеральское звание в ряде армий мира. Аналоги в ряде армий — старший полковник и бригадир. Обычно занимает положение между полковником и генерал-майором, в редких случаях эквивалентен генерал-майору. Эквивалентный военно-морской чин — коммодор.

## История

### Происхождение
Звание впервые возникло во Франции во времена Великой французской революции, для замены звания генерал-майор в королевской армии. Звание бригадного генерала активно использовалось во времена Наполеоновской Империи. Реставрация Бурбонов в 1814 году вернула звания королевства, включая армейское звание генерал-майора. После Февральской революции 1848 года звание генерал-майор окончательно было заменено званием бригадный генерал.
Во французской армии революционного и Наполеоновского времени воинское звание бригадного генерала было ниже звания дивизионного генерала. Следующим после дивизионного генерала было звание Маршала Франции. Впоследствии во французскую иерархию чинов были добавлены звания корпусного генерала (Général de corps d’armée) и армейского генерала (Général d’armée), которые выше звания дивизионного генерала и ниже звания маршала.
Позднее французская система полностью или частично распространилась и в ряде других стран.

### Современность
Ныне звание используется в таких государствах, как Германия, Турция, Франция, Италия, Румыния и в ряде других стран. На постсоветском пространстве используется Украиной, Литвой, Эстонией, Молдавией, а также использовалось самопровозглашённым государством Чеченской Республикой Ичкерия, где считалось эквивалентным генерал-майору.

## Аналоги
В ВС Великобритании, в Российской империи до 1796 года и некоторых других странах этому званию соответствует звание бригадир (англ. Brigadier), более старое по происхождению. В этих странах следующим по старшинству после звания бригадир обычно является звание генерал-майор (а не дивизионный генерал, как во французской системе).
Звание бригадного генерала присутствует в системе воинских званий Вооружённых сил США (а именно в Армии США, ВВС США, Корпусе морской пехоты США и Космических силах США) и эквивалентно званию контр-адмирала ВМС США. Бригадного генерала в США также называют «однозвёздным генералом» (англ. one-star general officer) по числу звёзд на его знаках различия.
В системе званий сухопутных войск вооружённых сил Чили существует определённый парадокс, состоящий в одновременном наличии звания бригадира (которое на одну ступень выше звания полковника) и следующего за ним более высокого по старшинству звания бригадного генерала. Аналогичный парадокс, только ещё больший, имеется в системе генеральских званий сухопутных войск вооружённых сил Мексики, где одновременно существуют звания «генерал-бригадир» (General brigadier) и более высокое звание «бригадный генерал» (General de brigada).
Считается, что звание бригадир было отменено в России Павлом Первым под влиянием одноимённой комедии Фонвизина, дискредитировавшей это воинское звание.
Аналогичным по рангу званием в нацистской Германии был оберфюрер в войсках СС. В СССР в 1935—1940 годах аналогом звания являлись комбриг в РККА и майор государственной безопасности в органах НКВД и НКГБ, после 1940 года аналогов не было. В Вооружённых Силах Российской Федерации аналога этого звания нет.

## Знаки различия

Германия: Brigadegeneral Хеер
Германия: Brigadegeneral Люфтваффе
Греция: греч. Ταξίαρχος (Таксиарх)
Израиль: תת-אלוף (Тат-алуф)
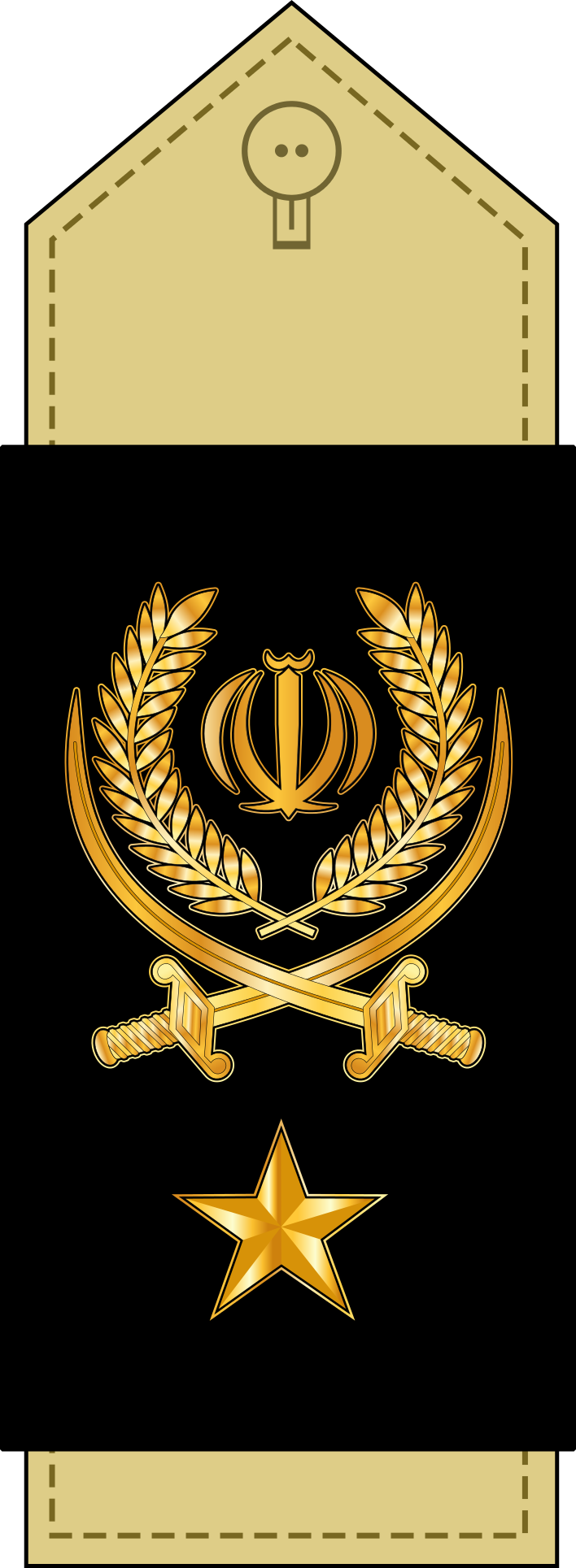
Иран: перс. سرتیپ‎ (Сартип)
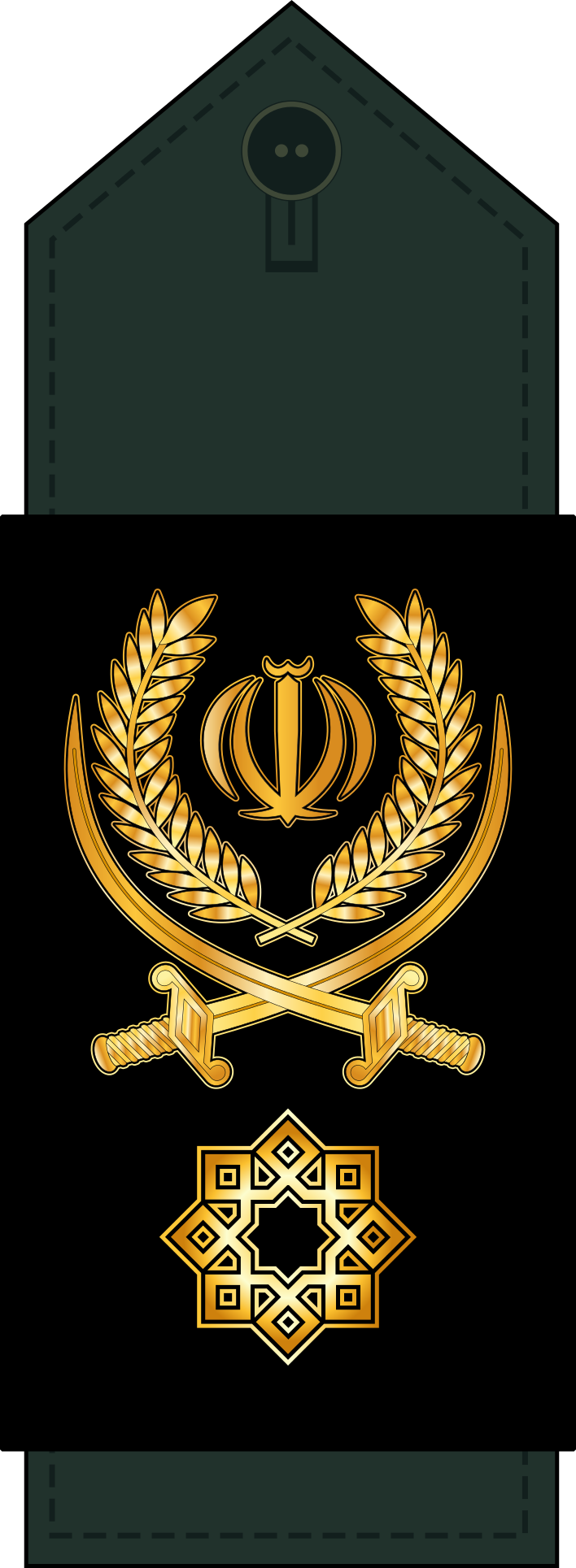
Иран: перс. سرتیپ پاسدار‎ (Сартип пасдар) КСИР
Италия: Generale di brigata
Латвия: brigādes ģenerālis
Молдавия: General de Brigadă
Польша: Generał brygady
Польша: Generał brygady ВВС
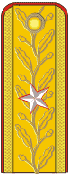
Румыния: General de brigadă
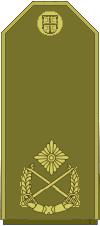
Сербия: Бригадни генерал
США: Brigadier general Армия США
США: Brigadier general КМП
США: Brigadier general ВВС
США: Brigadier general Космические силы
Украина: Бригадний генерал СВ, ВВС, ССО
Швеция: Brigadgeneral
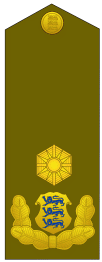
Эстония: Brigaadikindral